# Callicostella microcarpa
Callicostella microcarpa là một loài rêu trong họ Pilotrichaceae. Loài này được Ångström mô tả khoa học đầu tiên năm 1876.